# 3467 Bernheim
3467 Bernheim là một tiểu hành tinh vành đai chính. Nó được phát hiện ngày 16 tháng 9 năm 1981 bởi Norman G. Thomas thuộc Đài thiên văn Lowell.